# حسن معاشرت در روابط زوجین
حسن معاشرت، یکی از تکالیفی است که رعایت آن در قوانین مدنی ایران به عهده زوجین قرار دارد و در ماده ۱۱۰۳ قانون مدنی از حسن معاشرت نام برده شده‌است و زوجین مکلف به رعایت آن در روابط زناشویی شده‌اند. حسن معاشرت از جلوه‌های اخلاق است که در کتاب و سنت  قرآن و حدیث مورد توجه قرار گرفته‌است، این موضوع از فقه به قانون مدنی ایران نیز راه یافته‌است و یکی از «تکالیفِ» زوجین محسوب می‌شود؛ و عده‌ای تخلف از حکم مندرج در این ماده را واجد ضمانت‌اجرا می‌دانند.
ازدواج و زناشویی صرف نظر از قواعد الزامات قانونی، نیازمند رعایت اصول اخلاقی است و بدون در نظر گرفتن این اصول اخلاقی، زندگی مشترک امکان ادامه ندارد.
در قانون مدنی و برخی قوانین دیگر، بایدها و نبایدهای متعددی برای عمل زوجین نسبت به یکدیگر پیش‌بینی شده‌است که یکی از مهمترین این‌ها «حسن معاشرت»، به عنوانِ یک تکلیف اخلاقی و قانونی زوجین می‌باشد.

## در گذشته
در صدر اسلام این مردان بوده‌اند که اغلب با زنان خود رفتار خشونت‌آمیز داشته‌اند.

## مضمونی حقوقی
براساس ماده ۱۱۰ قانون مدنی «زن و شوهر مکلف به حسن معاشرت با یکدیگرند» و در تعریف حسن معاشرت، حسن معاشرت به معنای خوش رفتاری و برخورد شایسته و متعارف است، و بدرفتاری زوجین اقدامی خلاف قانون و ضد دین اسلامی و مغایر اخلاق حسنه است.

## مفهوم و مصادیق حسن معاشرت
براساس ماده ۱۱۰ قانون مدنی ایران «زن و شوهر مکلف به حسن معاشرت با یکدیگرند» و در تعریف حسن معاشرت نیز گفته‌می‌شود که حسن معاشرت به معنای خوش رفتاری و برخورد شایسته و متعارف است و معیار حسن معاشرت، عرف زمان و ناحیهٔ محل سکونت زوجین است. از جمله اصلی‌ترین آنها اینکه زوجین پیوسته باید با یکدیگر با خوشرویی و محبت رفتار کنند؛ و از «سوء معاشرت» با یکدیگر بپرهیزید.
مصادیق دیگرِ حسن معاشرت نیز در هر زمان و مکانی، ممکن است متفاوت باشد؛ و همین دلیلِ نسبی بودن سببِ عدم تعیین دقیقِ دیگر مصادیق حسن معاشرت در قانون مدنی است.

## حسن معاشرت دارای اهمیت بیشتر از قوانین در حقوق
قوانین خانواده بخش مهمی از مقرراتی است که مورد توجه حقوقدانان قرار دارد و از سوی آنها مورد بررسی قرار می‌گیرد، اما در حقوق، همگان متفق‌القول هستند که آنچه حرف اول را در کانون خانواده می‌زند، اخلاق است و زمانی سخن از قانون پیش می‌آید که اخلاق در تنظیم روابط زوجین ناکام مانده باشد.